# امیرارخ
امیرارخ (به لاتین: Əmirarx) یک منطقه مسکونی در جمهوری آذربایجان است که در شهرستان آق‌داش واقع شده است. امیرارخ ۱۱۱۳ نفر جمعیت دارد.